# Circuito Brasileiro de Voleibol de Praia Feminino de 2009
O Circuito Brasileiro de Voleibol de Praia Feminino de 2009, também chamado de Circuito Banco do Brasil de Vôlei de Praia, foi a décima oitava edição da principal competição nacional de Vôlei de Praia na variante feminina, realizado de 11 de fevereiro a 29 de novembro, dividido em doze etapas, sediados em doze Estados diferentes.

## Resultados
| Evento                                                                   | Ouro                                  | Prata                                    | Bronze                                   | Quarto lugar                             |
| 1ª Etapa Balneário Camboriú, Santa Catarina 11 a 15 de fevereiro de 2009 | /Talita Antunes Maria Elisa Antonelli | Renata Trevisan Ribeiro Vanilda Leão     | Carolina Salgado Maria Clara Salgado     | /Izabel Bezerra Michelle "Chell"         |
| 2ª Etapa Santa Maria, Rio Grande do Sul 4 a 8 de março de 2009           | /Talita Antunes Maria Elisa Antonelli | Renata Trevisan Ribeiro Vanilda Leão     | Carolina Salgado Maria Clara Salgado     | / Camila Bertozzi Thatiana Soares        |
| 3ª Etapa Curitiba, Paraná 18 a 22 de março de 2009                       | Renata Trevisan Ribeiro Vanilda Leão  | /Talita Antunes Maria Elisa Antonelli    | Carolina Salgado Maria Clara Salgado     | /Juliana Silva Larissa França            |
| 4ª Etapa São José dos Campos, São Paulo 1 a 5 de abril de 2009           | /Talita Antunes Maria Elisa Antonelli | /Juliana Silva Larissa França            | / Cristine Munhoz "Saka" Andrezza Chagas | / Paula Rocca Thatiana Soares            |
| 5ª Etapa Vitória, Espírito Santo 10 a 14 de junho de 2009                | /Juliana Silva Larissa França         | / Ângela Lavalle Vivian Cunha            | /Talita Antunes Maria Elisa Antonelli    | Renata Trevisan Ribeiro Vanilda Leão     |
| 6ª Etapa Belém, Pará 2 a 6 de setembro de 2009,                          | /Talita Antunes Maria Elisa Antonelli | Renata Trevisan Ribeiro Vanilda Leão     | / Ângela Lavalle Vivian Cunha            | / Sandra Mathias Elaine Ferreira         |
| 7ª Etapa Teresina, Piauí 16 a 20 de setembro de 2009                     | /Juliana Silva Larissa França         | /Talita Antunes Maria Elisa Antonelli    | / Ângela Lavalle Vivian Cunha            | Carolina Salgado Maria Clara Salgado     |
| 8ª Etapa Fortaleza, Ceará 30 de setembro a 4 de outubro de 2009,         | /Talita Antunes Maria Elisa Antonelli | /Juliana Silva Larissa França            | Carolina Salgado Maria Clara Salgado     | / Ângela Lavalle Vivian Cunha            |
| 9ª Etapa João Pessoa, Paraíba 14 a 18 de outubro de 2009                 | /Talita Antunes Maria Elisa Antonelli | /Juliana Silva Larissa França            | / Pri Piantadosi-Lima Taiana Lima        | / Cristine Munhoz "Saka" Andrezza Chagas |
| 10ª Etapa Recife, Pernambuco 28 de outubro a 1 de novembro de 2009,      | /Talita Antunes Maria Elisa Antonelli | / Ângela Lavalle Vivian Cunha            | / Virna Dias Taiana Lima                 | / Sandra Mathias Elaine Ferreira         |
| 11ª Etapa Maceió, Alagoas 11 a 15 de novembro de 2009,                   | /Talita Antunes Maria Elisa Antonelli | / Ângela Lavalle Vivian Cunha            | / Virna Dias Taiana Lima                 | Carolina Salgado Maria Clara Salgado     |
| 12ª Etapa Salvador, Bahia 25 a 29 de novembro de 2009                    | /Talita Antunes Maria Elisa Antonelli | / Cristine Munhoz "Saka" Andrezza Chagas | Luana Madeira Liliane Maestrini          | / Sandra Mathias Elaine Ferreira         |

## Prêmios individuais
As melhores atletas da temporada foram:
| MVP (Most Valuable Player) | Maria Elisa Antonelli | Rio de Janeiro     |
| Melhor atacante            | Talita Antunes        | Mato Grosso do Sul |
| Melhor saque               | Maria Elisa Antonelli | Rio de Janeiro     |
| Melhor defesa              | Ângela Lavalle        | Distrito Federal   |
| Melhor bloqueio            | Talita Antunes        | Mato Grosso do Sul |
| Melhor levantadora         | Shaylyn Bedê          | Ceará              |
| Melhor recepção            | Maria Elisa Antonelli | Rio de Janeiro     |
| Revelação                  | Elize Maia            | Espírito Santo     |
| Melhor técnico             | Abel Martins          | Rio de Janeiro     |